# Ейвон (Бристоль)
Ейвон (англ. Avon) — річка у Великій Британії. Починається в південно-східному Костволді і тече на захід 120 км, впадаючи в естуарій Северну біля Ейвонмаута (поблизу міста Бристоль). Оскільки у Великій Британії є ще кілька річок з назвою Ейвон, цю річку також називають Бристольський Ейвон (Bristol Avon) або Нижній Ейвон (Lower Avon).
| Велика Британія | Це незавершена стаття з географії Великої Британії. Ви можете допомогти проєкту, виправивши або дописавши її. |